# Francisco Eduardo Cervantes Merino

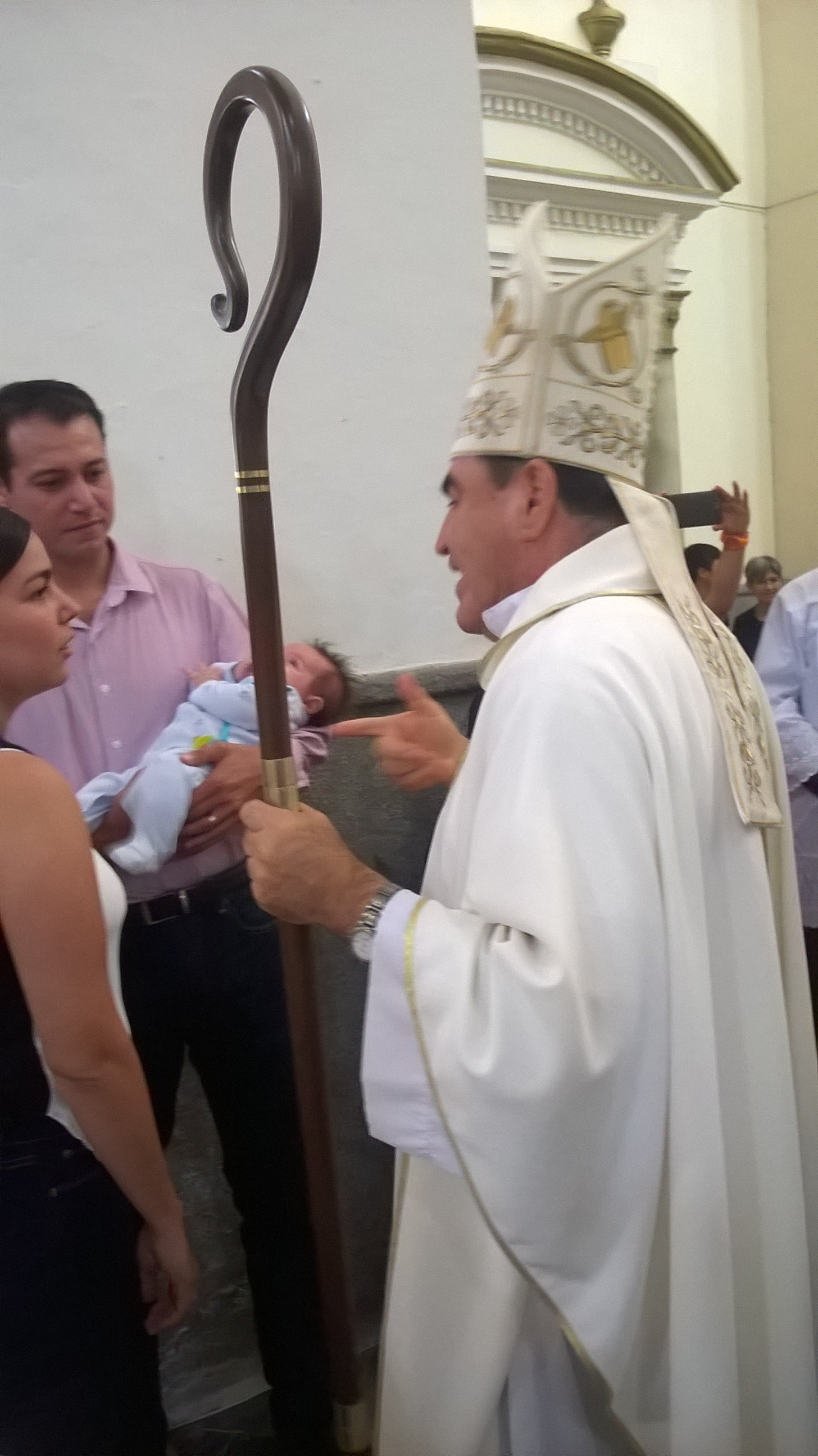
Eduardo Cervantes

Francisco Eduardo Cervantes Merino (* 13. Oktober 1953 in Ocatán Merino Palafox, Distrito Federal, Mexiko) ist ein mexikanischer Geistlicher und römisch-katholischer Bischof von Orizaba.

## Leben
Francisco Eduardo Cervantes Merino empfing am 24. März 1979 das Sakrament der Priesterweihe für das Bistum Tuxpan.
Am 2. Februar 2015 ernannte ihn Papst Franziskus zum Bischof von Orizaba. Die Bischofsweihe spendete ihm der Apostolische Nuntius in Mexiko, Erzbischof Christophe Pierre, am 23. April desselben Jahres. Mitkonsekratoren waren der Erzbischof von Jalapa, Hipólito Reyes Larios, und der Bischof von Tuxpan, Juan Navarro Castellanos. Die Amtseinführung im Bistum Orizaba fand am nächsten Tag statt.